# New Brigden

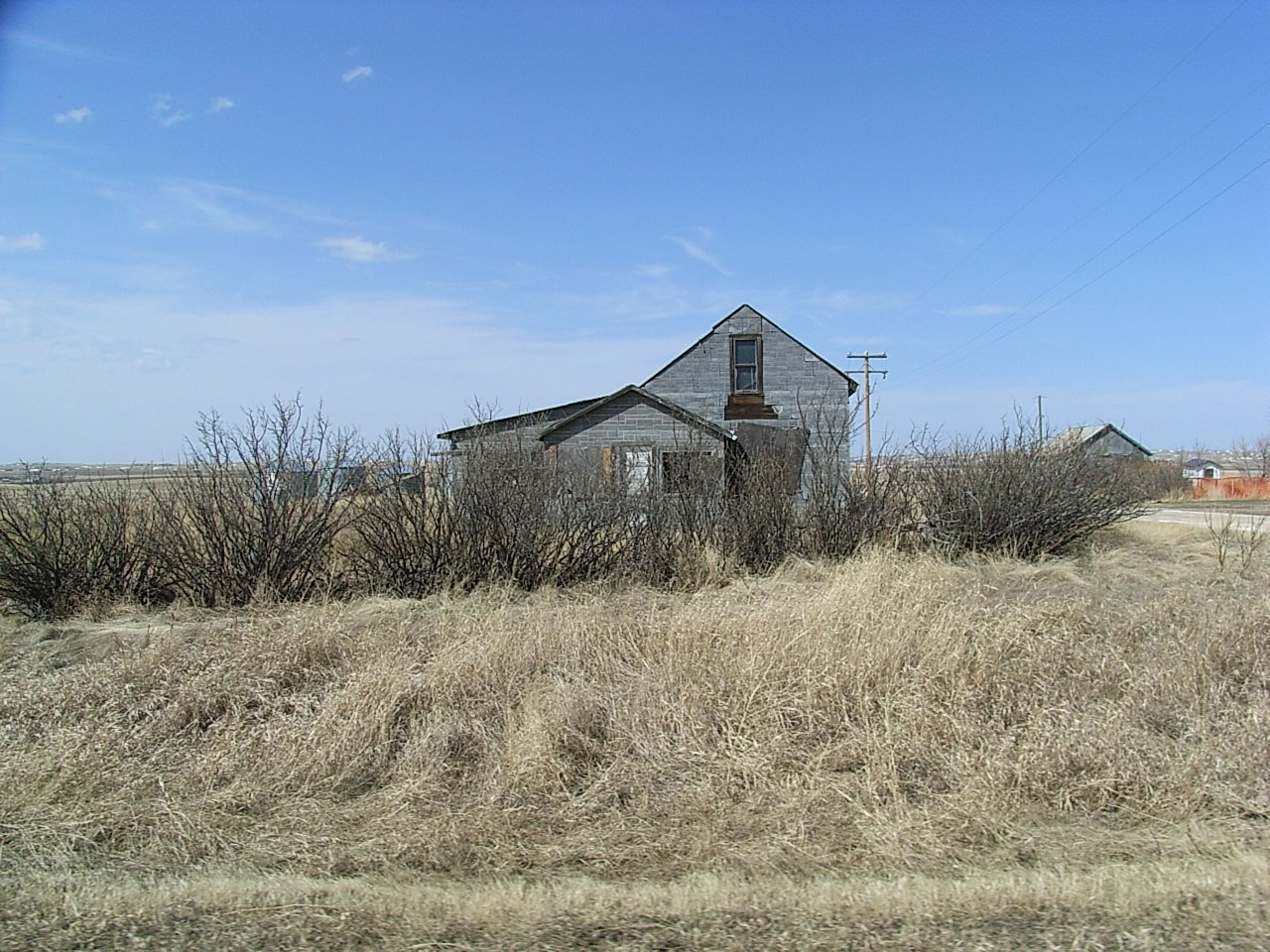
New Brigden en 2008

New Brigden est un hameau (hamlet) de l'Aire spéciale No 3, situé dans la province canadienne d'Alberta.